# FC2
FC2（エフシーツー）は、Webサービスおよびホスティングサービスを展開する企業である。
会社の代表者は、設立当初から2008年までは日本人の高橋理洋（CEO）が務めていた。その後は、2009年からMaurice Bannon、2012年にはLance Wolff Kerness、2014年はDEREK G ROWLEYが代表者であるとしている。

## 概要
FC2はアメリカ合衆国法人であり、2006年の雑誌『Yahoo! Internet Guide』5月号に掲載された代表の高橋理洋のインタビュー記事によると、2006年時点では兄の高橋理洋と弟の高橋人文の2人が中心になって運営がされており、正社員は17名で他に非常勤スタッフが約30名もいるとしている。
FC2の日本向けシステムの開発は、日本大阪府大阪市にあるホームページシステムが受託していると言われている。日本警察は「ホームページシステムとFC2は同一の会社ではないか」と疑っており、FC2動画を実質的に運営していると看做している。

### 事業
レンタルサーバ、ドメイン、ブログ、チャット、アクセス解析、掲示板、日記、アクセスカウンタ、SNSなど、日本語を始め様々な言語で無料・有料の各種ウェブサービスを提供している。
FC2サービスで同一のIDとパスワードが使える。サービス追加もID1つで登録できるのが特徴。
2016年のニールセンによる調査ではPCからの利用者が日本8位（2014～2015年3位）まで落ち込み、利用者数も減少している。

## 沿革
- 1999年7月 - FC2, Inc.設立、ホスティングサービス開始[14]。
- 2001年
  - 2月 - 無料ホームページサービス「FC2WEB」、レンタルサーバー・ドメインサービスを開始。
  - 4月 - すごいカウンターサービスを開始。
- 2002年
  - 2月 - テキスト広告配信サービスを開始。
  - 7月 - 専用サーバーレンタルサービスを開始。
- 2003年
  - 1月 - 無料アクセス解析サービス、無料レンタル掲示板サービスを開始。
  - 2月 - 携帯用無料ホームページサービスを開始。
  - 5月 - 無料投票システムレンタルサービス、無料レンタル絵日記サービスを開始。
  - 7月 - FC2アフィリエイトサービスを開始。
  - 11月 - 無料レンタルチャットサービスを開始。
- 2004年
  - 5月 - メールフォーム・無料メールフォームサービスを開始。
  - 9月 - ニュース検索サービス、FC2ネットワークサービスを開始。
  - 10月 - FC2ブログサービスを開始。
  - 11月 - 無料レンタルショッピングカートサービスを開始。
- 2005年
  - 2月 - 全てのサービスを統合するFC2IDを開始。
  - 3月 - 無料ブックマークサービスを開始。
  - 8月 - ブログジャンキーサービス、FC2ランキングサービスを開始。
- 2006年
  - 1月 - FC2ブログランキングサービス、FC2カウンターサービスを開始。
  - 4月 - SNSレンタルサービスを開始。
  - 7月 - FC2マイサーチサービスを開始。
  - 10月 - SEOリンクサービス（後FC2 SEOランキング）、FC2キーワードサービスを開始。
- 2007年
  - 2月 - FC2ソーシャルスパムサービスを開始。
  - 5月 - FC2アイコンサービス、FC2有料記事サービス（現FC2コンテンツマーケット）を開始。
  - 7月 - FC2ミニブログPIYOサービスを開始。
  - 8月 - FC2プロフサービスを開始。
  - 10月 - FC2クチコミ広告サービスを開始
  - 11月 - FC2動画及びFC2動画アダルトをサービスを開始。
  - 11月 - FC2携帯変換サービスを開始[15]。
  - 12月 - 株式会社CCCコミュニケーションズと共同で、広告マーケティング施策を行なう株式会社F4を設立[16]。
- 2008年
  - 4月 - FC2デコペサービスを開始
  - 5月 - FC2拍手サービスを開始
  - 6月 - FC2クリエイターサービスを開始
  - 7月 - FC2画像縮小サービスを開始
  - 11月 - FC2小説サービスを開始
- 2009年
  - 1月 - FC2ブログ、ブロマガ（課金機能）を開始[17]
  - 2月 - FC2VPS（仮想専用サーバ）サービスを開始[18]
  - 5月 - FC2動画で、有料会員向けの高画質配信を開始
  - 8月 - FC2バックアップサービスを開始
  - 10月 - FC2レンタルサーバーLiteサービスを開始
- 2010年
  - 4月 - FC2ノウハウサービスを開始[19]
  - 6月 - FC2 Appsサービスを開始
  - 8月 - FC2ライブサービスを開始
- 2011年
  - 1月 - SayMove!のサイト運営権を譲受[20]
  - 6月 - ひまわり動画のサイト運営権を譲受[21]
- 2012年
  - 4月 - FC2WiFiサービスを開始。
  - 4月 - FC2 Investment, LLC（高橋理洋 100%）が、アキナジスタ株式会社を子会社化[22]
  - 5月 - FC2ゲームサービスを開始[23]。
  - 8月 - ザ掲示板を譲り受け運営開始[24]
  - 9月 - FC2ディレクトリサービスを開始[25]
- 2013年
  - 1月 - コミュニケーションアプリ「FC2Talk」をリリース[26]
  - 2月 - FC2小説のiPhone用アプリをリリース[27]
  - 4月 - ブログリーダーアプリ「FC2ブログTopics」をリリース[28]
  - Veohのサイト運営権を譲受
  - 9月 - FC2まとめサービスを開始[29]
- 2014年
  - 1月 - iPhoneアプリFC2スナップ動画をリリース[30]
  - 1月 - FC2ライブにて、FC2ライブアラートをリリース。
  - 4月 - FC2ザ掲示板のiOS版専用ブラウザアプリをリリース[31]
  - 5月 - Phone版FC2動画アプリをリリース[32]
  - 7月 - webサイトFC2アプリのダウンロードツール「FC2アプリ」をリリース[33]
  - 8月 - ねとらじを譲り受け運営開始[34]。
  - 8月 - FC2ライブにて、プレミアム会員制度が開始
  - 11月 - iOS版Veohアプリをリリース[35]
- 2016年
  - 2月 - Android版アプリFC2まとめをリリース[36]
  - 3月 - iOS版FC2カートアプリをリリース[37]
  - 9月 - Android版FC2コンテンツマーケットビューアーアプリをリリース[38]
  - 12月 - FC2ライブ配信専用アプリ「FCAS」リリース[39]
- 2018年
  - 5月 - FC2動画視聴専用アプリ「FC2動画 Viewer」リリース
  - 10月 - 視聴専用iOSアプリ「FCAS Viewer」リリース[40]
  - 12月 - FC2コンテンツマーケット専用iOSアプリ「FC2コンテンツマーケット 購入動画 Viewer」リリース
- 2019年
  - 1月 - FC2ブログの「ブロマガ」を「マガブロ」（magablo、magablog）に名称を変更。
  - 6月 - iOS向けViewerアプリ「FC2 ひまわり動画viewer」をリリース
  - 7月 - FC2ライブにて「モバイル配信」（スマートフォンブラウザからの配信）機能をリリース
  - 9月 - iOS向けの動画投稿やマイコンテンツの編集などに特化した専用アプリ「FC2動画 Studio」をリリース
  - 12月 - FC2ライブにてパノラマ配信（360度配信）機能をリリース
- 2020年
  - 9月 - SayMove!および、ひまわり動画をShwe Nandar Co., Ltd. へ譲渡
- 2021年
  - 9月 - FC2動画および、FC2ライブにて、「FC2動画・ライブプレミアム」プランがリリース
- 2024年
  - 9月 - FC2ねとらじがFC2ライブに吸収統合されサービス終了。
  - 11月 - VeohがFC2動画に吸収統合されサービス終了。
- 2025年
  - 3月 - FC2ザ掲示板をサービス終了
  - 6月 - FC2WEB、FC2SNS、FC2アイコン、FC2アクセス解析、FC2アプリ、FC2絵日記、FC2ケータイホームページ、FC2ゲーム、FC2チャット、FC2投票、FC2プロフ 、FC2ミニブログPIYOをサービス終了[41]。

## サービスの一覧

### ホスティング
- FC2ブログ
- FC2ホームページ
- FC2レンタルサーバー
- FC2レンタルサーバーLite

### ストリーミング
- FC2動画
- FC2ライブ

### SNS
- FC2まとめ
- FC2小説

### Eコマース
- FC2ショッピングカート
- FC2ショッピングモール
- FC2コンテンツマーケット

### ツール
- FC2ドメイン
- FC2メールフォーム
- FC2テキストアド
- FC2アフィリエイト
- FC2カウンター
- FC2掲示板
- FC2アクセスランキング
- FC2拍手
- FC2WIKI
- FC2ブログランキング

## 指摘される問題点

### 著作権問題
本部がアメリカにあるため、ブログやウェブサイトには日本法が及ばずそのため不適切な記述の削除要請が出来なかった。しかし2012年に民事訴訟法が改正され、日本で事業を展開している場合は、会社が国外にあっても訴訟の提起が可能となり、2013年にはブログ投稿者の情報開示命令が出ている。
FC2の利用者は1,500万人を超えるとみられ、本社やサーバがアメリカ合衆国にあり、法的な手段を取るのが難しく、法律に違反する投稿、権利を侵害する投稿が放置されるケースがみられる。インターネット業界の一部では“無法地帯”と呼ばれている。

### 誹謗中傷問題
同サービスを利用して開設されたブログで、ある人物への悪質な誹謗中傷が相次いで投稿された。担当弁護士が警察側から聞いた話によれば、中傷を受けた人物が警察へ相談後、FC2は当初捜査及び記事の削除に協力していたが、投稿者は次々新しいブログを作って同様の中傷を続ける中、途中からこれを拒否したという。
担当弁護士によると「会社自体は、ネバダ州にありますが、おそらくペーパーカンパニーです。実質的な運営主体が日本国内にあることは間違いないと思いますが、その運営実態は依然不明なままです」との指摘に対して、FC2側は「当社は、ネバダ州内に、オフィスを賃借し、従業員を雇用しております。また、アメリカ内にデータセンターを設置しサービスを運営しており、アメリカの法律に従い、アメリカで納税もしております」と反論した。

### わいせつ動画の配信・その他
主に日本国内向けに運営されているFC2では日本国内の法律、特に公然わいせつに当たる動画が多数投稿されており、後述する関連会社への家宅捜索にも繋がっている。
2021年8月、欧米諸国のコンプライアンスに従いメディアポリシーを強化するため、ブログサービス「FC2ブログ」の運営者へ身分証や契約書の提出を求めるアナウンスが出され、同年10月以降全サービスで「アダルトジャンルに関する規制」が行われた。未提出ユーザーにはFC2関連会社であるNEMESIS AGENT運営のLAXDへのアカウント移行が薦められていた。
2022年11月21日、警視庁はJCB、VISA、マスターカードのクレジットカード大手3社に対し、FC2でのカード決済を停止するよう要請していたことがわかった。朝日新聞によるとFC2とクレジットカード会社との間に入る決済代行会社に取引中止を促すよう求めたという。そのうち1つの決済代行会社が7月14日にFC2との契約を解除したところ、同年7月14日は約75万本あった国内の動画販売数が翌日の7月15日になると約39万本に、その後複数の決済代行会社が取引をやめたことで8月20日には約30万本にまで減った、と報じている。
FC2動画
FC2ライブ
- 2014年
  - 6月
    - ライブ中継中に現行犯逮捕[49]。
    - ライブ中継で現行犯逮捕された「帽子君」が職業安定法違反で再逮捕された[50]。

  - 7月 - ライブ中継で2件目の逮捕[51]。
- 2015年
  - 6月 - 職業安定法違反で2件目の逮捕となった。神奈川県警が動画投稿主の無職の男を逮捕し、出演した男女12人もわいせつ動画配信容疑で書類送検する方針である[52][53]。
  - 7月 - ライブ中継でわいせつ行為を配信し収入を得たとして名古屋市中区栄、無職の男を逮捕した[54]。
  - 9月 - 風営法違反容疑で映像配信会社社長を逮捕した[55]。投稿者に対する風営法適用は初。出演者も公然わいせつ罪で逮捕された。
  - 12月 - ミュージックビデオをFC2ライブで公開した派遣会社社員を逮捕した[56]。
  - 12月 - アニメ作品をFC2ライブで無断配信したとして会社員の男を逮捕した[57][58]。
- 2017年
  - 2月
    - チャットレディーと呼ばれる女性を募集し猥褻行為をFC2ライブで中継したとして、チャットルーム運営会社を摘発[59]。
    - 盗撮映像をFC2ライブに投稿したとしてリベンジポルノ防止法で投稿者男性を逮捕した[60][61]。

  - 6月 
    - 17歳の女子高生にわいせつ行為をさせて映像をFC2ライブで中継した男性を逮捕した[62]。
    - わいせつ行為の映像を配信する目的で中高生を含む280人を勧誘した男女２人を逮捕した[63][64]。動画に出演する中学3年の少女を紹介した男性を含め逮捕者は3人となった[65]

  - 7月
    - チャットレディーを20人集め猥褻動画を公開した男性3人を逮捕した[66]
- 2019年
  - 6月
    - 警視庁、福岡県警、愛知県警、岡山県警、FC2ライブ配信者を一斉摘発した[67][68][69][70][71]。
    - 猥褻動画をFC2ライブで配信した女性を逮捕した[72]。

  - 7月
    - 6月に逮捕され、処分保留で釈放された男性を再逮捕した[73]。
    - 6月に逮捕されたYouTuberに猥褻動画投稿を指示した男性を逮捕した[74][75]。逮捕された男性は他10人の配信者にも同様に指示していた。
    - 姫路市在住の自称代理店経営の男女を逮捕[76]。

  - 8月
    - 7月に逮捕された兵庫県姫路市の男性を風営法違反容疑で逮捕し[77]、風営法に定められた公安委員会の許可を得ず営業を行った容疑で捜査した。

  - 9月
    - 6月に逮捕された長崎県女性学校職員が懲戒免職処分となった[78]。

  - 11月
    - 東京都の代理店運営男性と出演女性2名を逮捕した[79]。容疑者の銀行口座へ4億8700万円がFC2側から支払われておりFC2関連事件では最高額とみられる[80]。
- 2020年
  - 4月
    - FC2ライブで無職少女（１８）と高校３年の少女（１７）の猥褻動画を配信した夫婦を逮捕した[81][82]。逮捕された夫は2017年6月9日、FC2ライブで猥褻動画を配信した容疑で逮捕されている[65]。

  - 5月
    - 4月に逮捕された夫婦を猥褻動画への出演を勧誘した疑いで再逮捕した[83]。夫婦は1度目の逮捕以後の2017年9月から約3億1000万円を稼いでいたとみられる。

  - 6月
    - 4月に逮捕された夫婦を児童福祉法違反で追送検した[84]。当時16歳の少女にノルマを課して猥褻行為を中継させた容疑。少女以外にも全都道府県の750人以上を勧誘しFC2ライブで配信させたとみられる。

風俗営業等の規制及び業務の適正化等に関する法律（風営法）では、アダルトサイトの開設は都道府県公安委員会の許可が必要となる。
ライブ配信でも動画が第三者に録画・転載されネット上に出演者自身の映像・画像が残ってしまうデジタルタトゥーのリスクが指摘されている。
出演動画・画像だけでなく、出演者自身のSNS投稿履歴をスクリーンショット等で無断転載し逮捕された人の過去・出身はといった個人情報を暴露する悪質まとめサイトが乱立している。
FC2ブロマガ
- 2014年
  - 10月 - 有料ブログマガジンでわいせつ画像を販売した夫婦逮捕[85]。
- 2015年
  - 10月 - 神戸連続児童殺傷事件の加害者が有料ブログマガジンをFC2ブロマガで開始した事を受けて世論から集中砲火を浴びた[86]。批判を受け、アカウントが凍結される[87]。

掲示板
- 2015年
  - 6月 - 向精神薬「リタリン」をFC2掲示板内で167人に売買した女を逮捕した[88][89][90]。リタリンは依存性が高く、危険度が高い為厚生省から流通規制が通達されている。
  - 11月 - FC2掲示板内で売買した女に向精神薬を転売していたとして薬剤師を逮捕した[91]。
  - 11月 - FC2掲示板内で売買した女から、向精神薬を購入した男女5人が死亡し、4人は遺書が見つかった為自殺する目的で向精神薬の大量服用し死亡していたことが明らかになった[92]。
- 2016年
  - 1月 - 新たに向精神薬を掲示板で売買していた女が逮捕された[93]。

FC2コンテンツマーケット
- 2015年
  - 1月 - 15歳少女のわいせつ動画を売った会社員男を逮捕、売上113万円[94]。
  - 7月 - 風俗嬢との性行為を盗撮し78本の動画をアップし購入者にダウンロードさせ有料販売していた会社員の男を逮捕した[95]。
- 2017年
  - 1月 - 児童ポルノを売買した無職男性を逮捕した[96]。
- 2018年
  - 12月 - 映像制作会社が無修正動画を公開した[97][98]。
- 2020年
  - 2月 - 顔や声を出さないと嘘をつき、200人分の無修正わいせつ動画を販売した男性が逮捕された[99][100][101]。動画に出演する女性をパパ活アプリで募集していたとみられる[102]。
- 2021年
  - 2月 - 出演相手をSNSで募集し無修正わいせつ動画を公開していた夫婦を逮捕[103]。
  - 3月 - 4250本の無修正わいせつ動画を公開し約6億6千万円を売り上げたFC2の社長ら3人を逮捕した[104]。
  - 11月 - 190本の無修正わいせつ動画を公開した7名が一斉摘発された[105]。FC2売り上げ上位者であったと見られ、新宿区のアダルトビデオ制作会社の社長、国立産業技術総合研究所の主任研究員、自衛官が逮捕されている[106][107]。
  - 11月 - FC2ポイントを商品券に交換したポイントを交換サイトの運営会社社長を書類送検した[108][109]。警視庁は違法動画の投稿だけでなく、現金や商品券などの有価証券を提供する幇助行為についても取り締まる方針である。
- 2022年
  - 2月 - 「同人AV」と呼ばれる個人で撮影した無修正猥褻動画を投稿したとして水泳インストラクターが逮捕される[110]。
  - 4月 - FC2コンテンツマーケットで無修正猥褻動画を販売したとしてアダルトビデオ制作会社「マルクス兄弟」の社長ら2人を逮捕[111][112]。
  - 5月 ‐ 無修正猥褻動画を販売したとして無職の男を逮捕[113][114]。
  - 11月 ‐ 無修正猥褻動画を販売したとして映像制作会社役員を逮捕[115][116]。逮捕された会社役員は正規の契約を結ばず撮影された無修正猥褻動画の販売常習者であった[117]。

### 運営会社に対する捜索と起訴
2014年6月のFC2ライブ配信者のわいせつ動画配信の裏付け捜査で、大阪市北区にある業務委託先会社「ホームページシステム」の存在が浮上した。同社がFC2の実質的運営元と見た京都府警などの5府県警は9月30日、公然わいせつほう助と風営法違反（無許可営業）で同社などを家宅捜索した。翌2015年4月23日には、同社代表の足立真と同社元代表でFC2創業者の弟でもある高橋人文の2人が逮捕され、5月14日と8月3日にも再逮捕された。その後8月6日に2人はわいせつ電磁的記録記録媒体陳列と公然わいせつの罪で起訴された。なお、8月20日に京都府警によってFC2の創業者でもある高橋理洋が指名手配されたとの報道がされている。FC2は「誤報であることを当該マスメディアからの文書で回答を受けております。」と発表したが、前述の報道についてマスコミ各社は該当の報道を取り消してはいない。
捜査の過程で2600万人分の会員情報やわいせつ動画の出演報酬を受け取っていた289業者の情報が押収された。
不正アップロードされたTVアニメを不特定多数が閲覧できるようにしたとして、著作権法違反の疑いでホームページシステム社代表の足立真とFC2創業者の弟でもある元代表の高橋人文が追送検された。2人は起訴後、保釈されていた。
府警は動画サイト内に「アニメ」のカテゴリーを設けるなど違法な投稿を容認していたとみて捜査を進める方針を固めた。
足立とFC2創業者の弟である元代表の高橋人文が著作権法違反容疑で2016年3月8日追送検された。アダルトビデオメーカの作品を違法に公開し著作権を侵害した容疑が持たれている。
2024年11月4日、京都府警は高橋理洋を逮捕した。
2025年3月24日、高橋理洋の初公判が京都地裁で行われ、高橋は「事実関係は争わないが、幼い頃から米国で生活していて犯罪という意識は薄かった」と述べた。また弁護側は、被告は配信者らと面識はなく、連絡を取ったこともないとして、共謀ではなくほう助にとどまる可能性があると訴えた。

### 特許権侵害訴訟問題
2016年11月15日、株式会社ドワンゴがFC2の提供するコメント機能付き動画配信サービスである「FC2動画」、「FC2 ひまわり動画」及び「FC2 Saymove!」において、特許権が侵害されていることを理由として、各サービスにおけるコメント表示用プログラムの譲渡、生産、使用等の差止め及び損害賠償等を求めて、FC2, INC.及び株式会社ホームページシステムを共同被告とする特許権侵害訴訟を、東京地方裁判所に提訴した。2018年9月19日に「FC2の技術はドワンゴの特許と異なる」として特許侵害は棄却され（東京地方裁判所 平成30年（ワ）38565号特許侵害差止請求事件）、ドワンゴ側は控訴する姿勢である。
2023年5月26日、知財高裁は１審判決を変更し、FC2の特許侵害を認めて配信差し止めと約１１００万円の支払いを命じた。
サーバーが海外でも一連の行為が国内で行われたと判断され逆転敗訴となった。

### アダルト動画配信で有罪判決
2017年3月24日、FC2の実質的運営者2人に対し懲役2年6か月、執行猶予4年、罰金250万円の有罪判決が言い渡された。
量刑では「この種の犯行が経済的に引き合わないことを実感させる必要がある」と言及した。
2018年9月11日に大阪高裁の2審判決でも有罪判決が言い渡された。FC2側の主張を一部認めたが、違法配信に対して措置を講じなかったとして有罪となった1審判決を支持した。
2021年2月1日に最高裁第2小法廷はFC2の当時の社長足立真被告（45）と元社長高橋人文被告（44）の上告を棄却する決定をした。
棄却により2審判決の懲役2年6月、執行猶予4年、罰金250万円が確定した。
判決では、弁護側が主張した海外のサーバーにある電磁的データを令状によらず取得して証拠にしたのは違法だと主張を認めず、「データを保管した記録媒体がサイバー犯罪条約締結国にあり、アクセス権限を持つ人が同意した場合、国際捜査共助によることなく複写できる」と判断した。
最高裁判決文の当該部分では、犯罪捜査の為に同意がある場合は電磁的記録を保管した記録媒体（サーバー）にリモートアクセスも許容している。